# 大内田正
大内田 正（おおうちだ ただし、1911年3月25日-1998年3月5日 ）は、日本の経営者。日立建機社長、会長を務めた。

## 来歴・人物
福岡県出身。1933年に九州帝国大学工学部電気工学科を卒業し、同年に日立製作所に入社。
1963年11月に取締役に就任し、1968年11月に常務を経て、1970年9月に専務と日立建機取締役に就任し、1981年6月には社長に就任。1981年6月に会長に就任し、1985年6月に相談役に就任。
1975年4月に藍綬褒章を受章し、1981年4月に勲三等旭日中綬章を受章。
1998年3月5日腎不全のために死去。86歳没。